# 列奥米尔 (旺代省)
列奥米尔（法語：Réaumur，法語發音：[ʁeomyʁ]）是法国卢瓦尔河地区大区旺代省的一个市镇，位于该省东南部，属于丰特奈勒孔特区。

## 地名
现地名Réaumur出现在1700年左右，在此之前该地有着不同的名字（1220年左右为Rioumou，1390年左右为Riomur，16世纪中叶为Ryaulmeur及Réaulmeur）。
提出了列氏溫標的著名科学家勒内-安托万·费尔绍·德·列奥米尔的姓氏即来源于此。

## 地理
列奥米尔（46°43'10"N, 0°48'6"W）面积22.09 平方千米，位于法国卢瓦尔河地区大区旺代省，该省份为法国西部沿海省份，北起大西洋卢瓦尔省和曼恩-卢瓦尔省，西临大西洋，南至滨海夏朗德省，东部及东南部与德塞夫勒省接壤。
与列奥米尔接壤的市镇（或旧市镇、城区）包括：谢富瓦、拉梅耶赖蒂耶、默农布莱、蒙图尔奈、圣皮埃尔迪舍曼、塔吕-圣热姆、穆耶龙-圣日耳曼。
列奥米尔的时区为UTC+01:00、UTC+02:00（夏令时）。

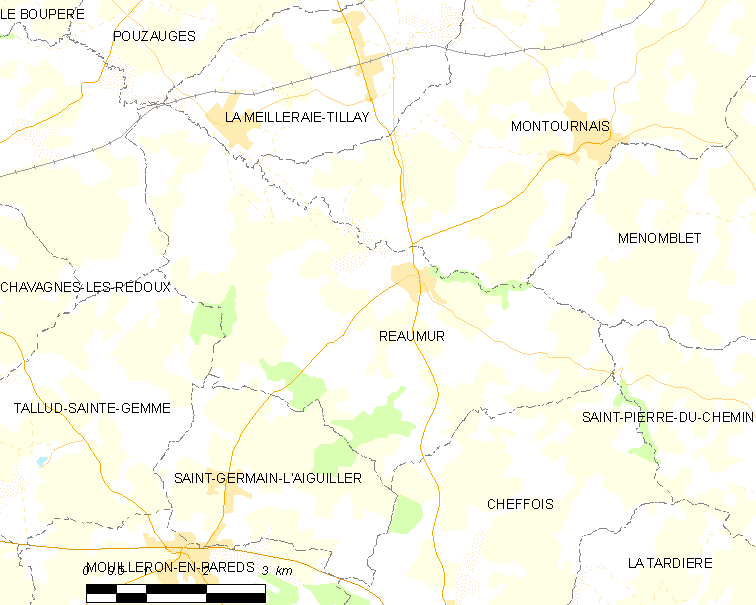
列奥米尔的OSM定位图

## 行政
列奥米尔的邮政编码为85700，INSEE市镇编码为85187。

## 政治
列奥米尔所属的省级选区为莱塞比耶县。

## 人口

1962-2008年间列奥米尔人口变化图示

列奥米尔于2022年1月1日时的人口数量为861人。